# Stefan Szudziński
Stefan Szudziński, ps. „Zawisza”, „Przyłbica” (ur. 26 stycznia 1900 w Łodzi, zm. 1980) – polski działacz niepodległościowy, państwowy, społeczny i sportowy, sierżant Wojska Polskiego, sędzia i zawodnik zapasów, w latach 1945–1946 wicewojewoda łódzki, w 1947 prezes Ligi Morskiej.

## Życiorys
Urodził się 26 stycznia 1900 w Łodzi, w rodzinie Aleksandra.
Absolwent Centralnego Instytutu Wychowania Fizycznego, w okresie międzywojennym był sportowcem. Od 1914 zaangażowany w środowisko sportu zapaśniczego, był organizatorem pierwszych mistrzostw Polski w tej dyscyplinie oraz Memoriałów im. Władysława Pytlasińskiego, a także sędzią międzynarodowym. Pomiędzy 1918 a 1920 oraz w 1933 walczył w Wojsku Polskim. 
W okresie II wojny światowej działał w konspiracji, został żołnierzem Armii Ludowej. Po wojnie działał w Polskiej Partii Socjalistycznej. Na początku 1945 objął stanowisko wicewojewody łódzkiego, zajmował je do 1946. W 1945 znalazł się we władzach odtworzonej Ligi Morskiej, w 1947 pełnił funkcję jej prezesa. W latach 1946–1947 kierował jednym z departamentów w Ministerstwie Administracji Publicznej i Ministerstwie Spraw Wewnętrznych, następnie powrócił do Łodzi. Był później szefem klubu ŁKS Łódź oraz jego sekcji zapaśniczej, w tym okresie w klubie działały sekcje dla 14 dyscyplin. Zasiadał także w innych organizacjach społecznych, m.in. jako prezes Polskiego Związku Zapaśniczego, a także członek władz Polskiego Czerwonego Krzyża i Związku Harcerstwa Polskiego oraz łódzkich związków sportowych.

## Ordery i odznaczenia
- Order Krzyża Grunwaldu III klasy – 1946 „w uznaniu zasług i w celu upamiętnienia bohaterskiej walki z hitlerowskim okupantem o Niepodległość, Wolność i Demokrację Rzeczypospolitej Polskiej w okresie okupacji na terenie województwa łódzkiego”[6]
- Krzyż Walecznych[4]
- Medal Niepodległości – 27 czerwca 1938 „za pracę w dziele odzyskania niepodległości”[7][1][8]